# Чучупак Василь Степанович
Васи́ль Степа́нович Чучупа́ка (27 лютого (11 березня) 1895, с. Мельники, Чигиринський повіт, Київська губернія, Російська імперія — 19 лютого 1920, Мельники, Чигиринський повіт, УНР) — військовий і громадський діяч часів Української революції, головний отаман Холодноярської Республіки. Нащадок козацько-старшинського роду Гетьманської України.

## Життєпис

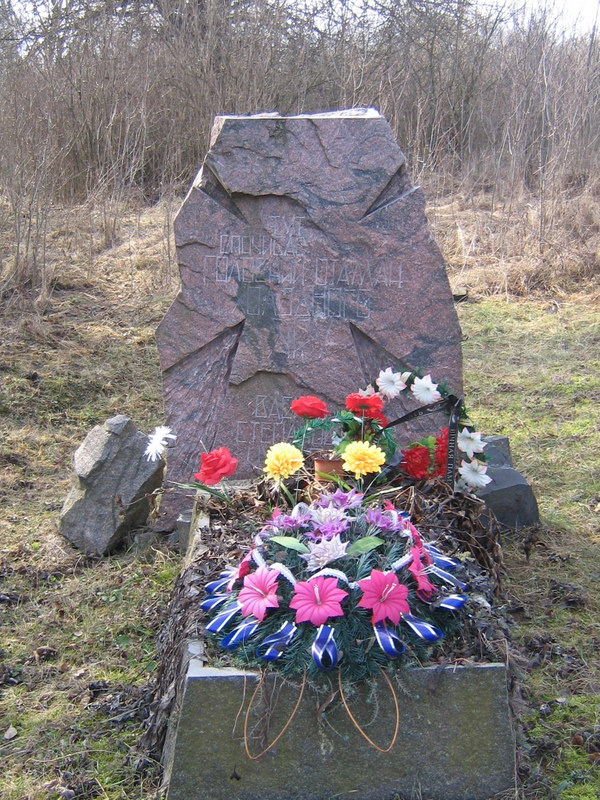
Могила Василя Чучупака на цвинтарі у Мельниках

Батьки — Оксана Сидорівна Лівицька та Степан Георгійович Чучупаки — мали 5 синів: Петра, Ореста, Василя, Олексу та Дем'яна. Троє з них (Василь, Петро та Олекса) стали повстанськими отаманами. Орест загинув на Першій світовій війні 1915 р. під Краковом. Дем'ян (5.10.1902–1992, Рівне) — козак полку гайдамаків Холодного Яру.
Навчався в Києві. До Першої світової війни — вчитель у Тимошівці Чигиринського повіту.
З початком Першої світової війни братів Чучупаків мобілізували.
З 1916 року — прапорщик російської армії. За родинними переказами, 1917 року записався до одного з батальйонів смерті. Після повернення з армії вчителював у Пляківці та Ревівці (нині Кам'янського району Черкаської області).
1918–1919 — мельничанський сотник та медведівський курінний.
1919 — командир Мельничанської сотні самооборони. Перший озброєний відділ для охорони скарбів Мотронинського монастиря та рідного села Мельники сформував Олекса Чучупак. Після поразки в бою з німецькою частиною односельчани звернулися до Василя, щоб він став отаманом. Незабаром відділ самооборони переріс у полк гайдамаків Холодного Яру, який від лютого 1919 року активно виступив на підтримку Директорії. На початку квітня 1919 р. підняв повстання «проти комуни та Совєтської влади за самостійність».
У травні-червні 1919 року підтримував повстання отамана Григор'єва.
1919–1920 — командир полку гайдамаків Холодного Яру, головний отаман Холодного Яру. Воював проти білогвардійців під керівництвом повстанського комітету на чолі з Логвином Панченком, якому підпорядковувалися також загони Свирида Коцура, Олекси П'ятенка та інші. Згодом підпорядковувався отаману Херсонщини і Катеринославщини Андрію Гулому-Гуленку, який прибув у листопаді 1919 року до Холодного Яру.
Йому підпорядковувалися отамани Герасим Нестеренко-Орел, Трифон Гладченко, Михайло Мелашко, Сірко, Око, Чорний Ворон (Чорногузько), Мефодій Голик-Залізняк, Семен Вовк, Корній Калюжний (який також мав зв'язки з Республікою Чорного лісу), Д. Канатенко, 1-й і 2-й Олександрійські полки.
У лютому 1920 року полк гайдамаків Холодного Яру співдіяв з Дієвою армією УНР, яка здійснювала Перший Зимовий похід. 12 лютого в Медведівці командувачем армією УНР Михайлом Омеляновичем-Павленком була скликана нарада командирів та начальників штабів дивізій Зимового походу. У нараді взяли участь Юрко Тютюнник, отамани Олександр Загродський, Андрій Гулий-Гуленко, Василь та Петро Чучупаки.
Василь Чучупак користувався надзвичайним авторитетом серед українського населення Черкащини, яка найдовше протрималася вільною від російської більшовицької окупації.
Василь Чучупак був вбитий у бою з російськими більшовицькими окупаційними військами 19 лютого 1920 року.
7 березня командування Південно-Західного фронту видало розроблений особисто Йосіфом Сталіним наказ, який передбачував наступ червоноармійських з'єднань на Дієву армію УНР, загони Чучупака й Коцура. 18 березня 1920 року отамани Холодного Яру з'їхалися на нараду в лісничівку на хуторі Кресельці (зараз у складі села Мельники), що при дорозі з Мельників на Мотронин монастир, з метою визначити дату повстання проти Радянської влади. Саме тоді частини 21-ї бригади 7-ї стр. дивізії Червоної армії, виконуючи згаданий наказ, вийшли з лісу до Мельників і несподівано натрапили на загін Чучупака. Отаман був оточений біля хутора (мельничани вказують на два місця його загибелі) та застрелився, щоб не потрапити в полон. 24 березня 1920 року червоні командири дали з Кременчука телеграму про смерть Чучупака. Похований у рідному селі. Могила збережена і впорядкована.

## Вшанування пам'яті
28 жовтня 1995 р. на місці останнього бою Василя Чучупака з ініціативи Всеукраїнського політичного об'єднання «Державна самостійність України» та за участю ОУН під проводом Миколи Плав'юка й Українського козацтва на чолі з Гетьманом Володимиром Мулявою було поставлено перший меморіальний знак українським повстанцям Холодного Яру. А з квітня 1996-го в Мельники, колишню «столицю» Холодноярської держави, на могилу до Василя Чучупака з'їжджаються українці різних земель. Щороку отець Василь, священик Української православної церкви Київського патріархату править панахиду. Править о. Василь і на братській могилі холодноярських козаків-повстанців.
Серед пошановувачів і члени Молодіжного націоналістичного конгресу, і козацька організація «Тризуб», силами і коштом якої в серпні 2002 року було поставлено гранітні, мистецько зроблені, хрести на могилі Василя Чучупака та братській могилі холодноярських козаків у Мельниках.
- У Києві є вулиця Братів Чучупаків.
- У Черкасах існує вулиця Братів Чучупаків.
- У місті Збараж є вулиця Василя Чучупаки.
- У місті Звенигородка є провулок Братів Чучупаків.
- У його рідному селі Мельники є вулиця Братів Чучупаків.
- У 2003 році в центрі села Мельники відкрито пам'ятний знак «Героям Холодного Яру».

### У літературі
Про нього згадує у своєму романі Холодний Яр письменник Юрій Горліс-Горський, а також Василь Шкляр у романі «Чорний Ворон. Залишенець».